# ルビー (スペイン)
ルビー（Rubí）は、スペイン・カタルーニャ州バルセロナ県のムニシピ（基礎自治体）。バルセロナの北西約20kmの距離にあり、バリェス・ウクシダンタル郡に属する。

## 名称
名称はラテン語の「Rivo Rubeo」（赤い川）に由来し、これは自治体内を流れるルビー川の粘土の色に由来するものと考えられている。

## 歴史
ルビーの歴史はローマ時代までさかのぼると考えられているが、19世紀カタルーニャに興った産業革命以降、近隣のタラサやサバデイと同様に毛織物産業で栄え、町は急速に成長した。近年には工業団地を建設して様々な企業を誘致し、工業団地は町の経済を支えてきた。1962年の洪水によって農業は壊滅的な打撃を受けた。

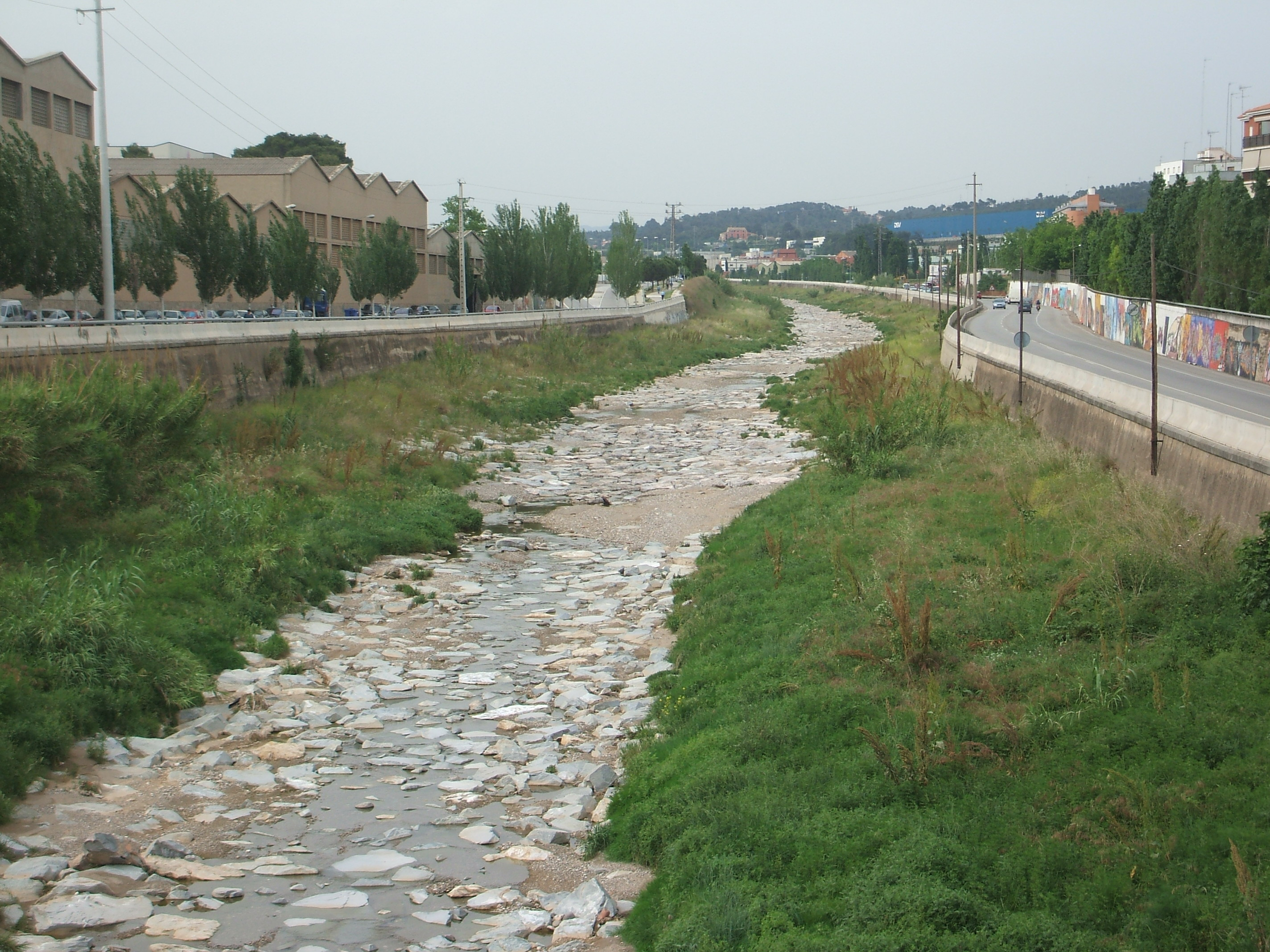
ルビー川

## 交通
ルビーは鉄道路線2路線でバルセロナと結ばれている。

## スポーツ
- UEルビー（英語版） - 1912年に設立されたサッカークラブ。主にテルセーラ・ディビシオン (4部相当)以下のリーグに所属しており、1993-94シーズンに1度だけセグンダ・ディビシオンB (3部)でプレーした。

## 出身人物
- アルベルト・クルサット - サッカー選手
- ジョルディ・トーレス - オートバイレーサー